# شهرستان کنگاور
شهرستان کَنگاور از شهرستان‌های استان کرمانشاه ایران است. مرکز این شهرستان شهر کنگاور است. معبد آناهیتا در این شهرستان واقع شده است.
کنگاور، چشمه‌های آب فراوان و همچنین دشت‌های حاصل‌خیزی دارد. از روستاهای آباد این شهرستان، روستای فش، قارلق بزرگ، خزل غربی، دهلر، چشمه درازه، سلطان‌آباد، عباس‌آباد، کرماجان است. حکومت این شهر در زمان قاجار به ساری اصلان سپرده شد. عمارت ساری اصلان در مرکز شهر کنگاور همچنان پابرجا است.

## مردم

### زبان
زبان‌های کردی جنوبی، لکی، لری، و فارسی در شهرستان کنگاور تکلم می‌شوند.

### دین
دین اکثر مردم شهرستان کنگاور اسلام شیعه است. همچنین عده‌ای نیز پیروان یارسان هستند. در گذشته گروهی از یهودیان هم در کنگاور سکونت داشته‌اند که به شهرها و کشورهای مهاجرت کرده‌اند. همچنین شواهدی مبنی بر حضور مردم ارمنی در روستای فش در گذشته‌های دور موجود است. اهالی مسیحی و یهودی کتگگاور در گذشته عمدتاً به کار تجارت و طبابت می‌پرداختند.

## موقعیت شهرستان کنگاور
شهرستان کنگاور از شمال و شرق با استان همدان از جنوب غربی با استان لرستان از شمال غربی با شهرستان سنقر از غرب با صحنه همجوار است.

## مراکز آموزش عالی
دانشگاه آزاد اسلامی واحد شهر کنگاور در سال ۱۳۸۲ آغاز به فعالیت کرد و در حال حاضر با هشت رشته کار خود را ادامه می‌دهد.
دانشگاه پیام نور واحد شهر کنگاور در حال حاضر با رشته‌های مختلف دانشگاهی در حال انجام خدمات است.

## تقسیمات کشوری
- بخش مرکزی
  - دهستان خزل غربی
  - دهستان فش
  - دهستان کرماجان
  - دهستان گودین
  - دهستان قزوینه

شهرها: کنگاور، گودین

## آثار تاریخی

### تپه گودین
- تپه گودین یکی از آثار تاریخی و دیدنی شهرستان کنگاور است. این تپه در شهر گودین در ۱۰ کیلومتری شرق کنگاور واقع شده و به لحاظ ارزش تاریخی در رده تپه‌های تاریخی همچون تپه سیلک کاشان قرار می‌گیرد که دوره‌های تاریخی ایران را با نسبت دادن به این تپه‌ها دسته‌بندی می‌کنند. این تپه آشپزخانه معبد آناهیتا محسوب می‌شده که پس از گذشت نزدیک به ۱۳۵۵ سال از ساخت آن، تنها آثار چند بنا مربوط به حدود ۵۰۰ سال پیش در آن باقی مانده است. گروه‌های کاوشگران آمریکایی در فاصله سال‌های ۱۳۱۵ تا ۱۳۵۵ ضمن انجام کاوش‌های گسترده در این تپه، آثار زیاد و گران‌بهایی کشف کردند که همگی به خارج از ایران منتقل و هم‌اکنون در موزه‌های آمریکا و اروپا نگهداری می‌شوند.
- معبد آناهیتا
- خانه ساری‌اصلانی

## صنایع
در آذر ۱۴۰۰ اعلام شد که دو کارخانهٔ پتروشیمی و تراکتورسازی با سرمایه‌گذاری بانک توسعه صادرات و بنیاد مستضعفان در شهرستان کنگاور در حال احداث است. «پتروشیمی پتروفراز هوران» با هدف تولید ۶۸۰۰۰ تن اتیلن اکساید در سال در شهرک صنعتی کنگاور در حال ساخت است که ۹۸٪ سهام آن به شرکت صنایع پتروشیمی خلیج‌فارس تعلق دارد.